# Partido Comunista de Turquía
El Partido Comunista de Turquía (Türkiye Komünist Partisi, TKP) es un partido político comunista de Turquía, fundado en 1920. En 2014 se autodisolvió y se dividió en dos partidos: el Partido Comunista Popular de Turquía, de tendencia maoísta y el Partido Comunista. En enero de 2017 se reconstituyó el TKP.

## Historia
El TKP fue fundado el 10 de septiembre de 1920 en Bakú, la capital de Azerbaiyán. Inspirado en la cercana Revolución de Octubre de 1917, sus fundadores fueron Mustafa Suphi (1881-1921) y 14 militantes más, que fueron asesinados en enero de 1921 por orden del presidente Atatürk, quien gradualmente eliminó a todos sus opositores políticos y se hizo el liderazgo del movimiento nacionalista turco.
Durante la década de 1920 y la década de 1930 el TKP siguió funcionando en la clandestinidad. Esto no impidió que numerosos intelectuales, incluyendo al famoso poeta Nazım Hikmet, se unieran al Partido y realizaran importantes contribuciones al renacimiento del movimiento comunista turco en las décadas siguientes.
Durante el periodo de la Guerra Fría el TKP continuó siendo perseguido por los distintos regímenes militares que hubo en el país. Su trabajo se centró en el acercamiento y la colaboración con otros partidos comunistas de Europa también clandestinos (como los de España y Portugal, por ejemplo), con el fin de crear un movimiento de masas de carácter revolucionario. El golpe de Estado de 1980 y la caída de la Unión Soviética supusieron un duro golpe para el TKP y sus organizaciones afines, que entraron en la década de 1990 muy debilitadas.

## La nueva etapa
Merced a la apertura política que tuvo lugar en 1992, el 7 de noviembre de ese mismo año fue fundado el Partido para la Turquía Socialista (Sosyalist Türkiye Partisi, STP), que un año después pasó a llamarse el Partido para el Poder Socialista (Sosyalist İktidar Partisi, SIP) y finalmente en 2001 se pasó a denominar Partido Comunista de Turquía, pese a existir la prohibición, todavía vigente, de no poder usar el término "comunista" como nombre para un partido político en Turquía.
Su primera participación electoral tuvo lugar en los comicios legislativos de 2002, consiguiendo alrededor de 60.000 votos. En las municipales de marzo de 2004 su apoyo aumentó hasta los 85.000 electores.

## Disolución
Después de un período de disputa interna, dos facciones rivales del TKP alcanzaron un acuerdo el 15 de julio de 2014 para congelar las actividades del Partido y que ninguna facción usaría el nombre y emblema del TKP. La facción liderada por Erkan Baş y Metin Çulhaoğlu adoptó el nombre Partido Comunista Popular de Turquía y la facción liderada por Kemal Okuyan y Aydemir Güler fundó el Partido Comunista.